# Elena Kaliská
Elena Kaliská (ur. 19 stycznia 1972 w Zwoleniu) – słowacka kajakarka górska. Mistrzyni olimpijska z Aten i Pekinu, mistrzyni świata, wielokrotna mistrzyni Europy.
Startuje w slalomie w kajaku-jedynce (K-1). Pierwsze złoto igrzysk olimpijskich zdobyła w 2004 roku w Atenach. Cztery lata wcześniej w Sydney zajęła czwarte miejsce, na olimpiadzie debiutowała w 1996 roku w Atlancie. Wielokrotnie stawała na podium mistrzostw świata (tytuł mistrzowski w K-1 w 2005 i K-1 team w 2011 roku), srebro w 2007 i 2009 roku) oraz Europy (zwyciężając w K-1 w 1998, 2002, 2004 i 2006 roku).

## Odznaczenia
- Order Ľudovíta Štúra I Klasy – 2011[2]